# La Côte-d’Arbroz
La Côte-d’Arbroz ist eine französische Gemeinde mit 355 Einwohnern (Stand: 1. Januar 2022) im Département Haute-Savoie in der Region Auvergne-Rhône-Alpes. Sie gehört zum Arrondissement Thonon-les-Bains und ist Mitglied im Gemeindeverband Communauté de communes du Haut-Chablais. Die Einwohner werden Coutains und Coutaines genannt.

## Geographie
La Côte-d’Arbroz liegt auf 1170 m, nahe beim Fremdenverkehrsort Morzine, 25 Kilometer südsüdöstlich der Stadt Thonon-les-Bains (Luftlinie). Das Bergdorf erstreckt sich im südlichen Chablais, am westlichen Talhang des Vallée d’Aulps hoch über dem Talboden der Dranse de Morzine, in den Savoyer Alpen.
Die Fläche des 12,24 km² großen Gemeindegebiets umfasst einen Abschnitt des Vallée d’Aulps. Das Gemeindeareal nimmt weite Teile des Einzugsgebietes des Brochard ein, eines linken Seitenbachs der Dranse de Morzine. Nach Westen erstreckt sich der Gemeindeboden über den Col de l’Encrenaz (1432 m) in ein stark reliefiertes Gebiet, das nach Süden zur Arve entwässert wird. Markante Bergspitzen sind die Pointe d’Uble (1963 m) und der Roc d’Enfer, auf dem mit 2244 m die höchste Erhebung von La Côte-d’Arbroz erreicht wird.
Zu La Côte-d’Arbroz gehören die Weilersiedlungen La Villaz (1260 m) am Hang über dem Brochard-Tal und L’Encrenaz (1432 m) auf dem gleichnamigen Pass zwischen dem Roc d’Enfer und dem Mont Chéry. Nachbargemeinden von La Côte-d’Arbroz sind Saint-Jean-d’Aulps und Essert-Romand im Norden, Morzine im Osten, Les Gets und Taninges im Süden sowie Mieussy und Bellevaux im Westen.

## Geschichte
Die Ortschaft wird bereits im 12. Jahrhundert unter dem Namen Arberoz urkundlich erwähnt. Der Name leitet sich vom lateinischen Wort arbor (Baum) ab und bezeichnet einen Ort, an dem Bäume gepflanzt wurden. La Côte-d’Arbroz wurde 1783 zu einer selbständigen Gemeinde erhoben.

## Sehenswürdigkeiten
Die Dorfkirche stammt aus dem 19. Jahrhundert.

## Bevölkerung
| Jahr                       | 1962 | 1968 | 1975 | 1982 | 1990 | 1999 | 2004 |
| Einwohner                  | 192  | 184  | 181  | 153  | 160  | 176  | 223  |
| Quellen: Cassini und INSEE |      |      |      |      |      |      |      |

Mit 355 Einwohnern (Stand 1. Januar 2022) gehört La Côte-d’Arbroz zu den kleinsten Gemeinden des Département Haute-Savoie. Nachdem die Einwohnerzahl im Verlauf des 20. Jahrhunderts markant abgenommen hatte (1901 zählte La Côte-d’Arbroz noch 502 Einwohner), wurde seit Ende der 1980er Jahre wieder eine Bevölkerungszunahme verzeichnet.

## Wirtschaft und Infrastruktur
La Côte-d’Arbroz war bis weit ins 20. Jahrhundert hinein ein vorwiegend durch die Landwirtschaft geprägtes Dorf. Mittlerweile hat sich das Dorf dank seiner Nähe zu Morzine zu einem Wohn- und Ferienort entwickelt.
Die Ortschaft liegt abseits der größeren Durchgangsstraßen an einer Lokalstraße, die von Morzine auf den Col de l’Encrenaz führt.